# Kinef Kirichi
Le Kinef (КИНЕФ) est un club russe de water-polo, installé dans la ville de Kirichi (oblast de Léningrad). En 2009 et 2010, son équipe féminine a atteint la finale à quatre de la coupe d'Europe des champions.

## Historique
Le club tire son nom de la raffinerie de pétrole de la ville, la Kinef.
L'équipe féminine domine le championnat de Russie en ayant remporté neuf titres consécutifs depuis 2003. En 2009, elle termine troisième de la Coupe des champions, principale coupe d'Europe des clubs féminins, et elle est finaliste lors de l'édition 2010.

## Palmarès féminin
- 13 titres de champion de Russie : 2003, 2004, 2005, 2006, 2007, 2008, 2009, 2010, 2011, 2012, 2013, 2014, 2015[2].